# Памятник Тарасу Шевченко (Луганск)
Памятник Тарасу Шевченко (укр.  Пам'ятник Тарасу Шевченку) — монумент, воздвигнутый в честь украинского поэта, прозаика, художника и этнографа Тараса Григорьевича Шевченко в Луганске.
Памятник Тарасу Шевченко на площади Героев ВОВ открыт 22 мая 1998 года, в дни Международного литературно-художественного праздника, названного именем поэта. Скульптурное изваяние Кобзаря было названо народным, ведь средства на его создание собирала вся страна, Всемирный фонд Т. Г. Шевченко, Всемирный конгресс украинцев.
Памятник создан народным художником Украины, лауреатом Государственной премии им. Т. Г. Шевченко, почетным гражданином Луганска И.Чумаком в соавторстве с архитекторами А.Довгополовым и В.Житомирским. Бронзовая скульптура отлита на Киевском художественно-промышленном комбинате. На мраморном пьедестале стоит 5,5-метровая скульптура Тараса Шевченко весом 5 т. По замыслу ваятеля, в Луганске увековечен 45-летний Шевченко.

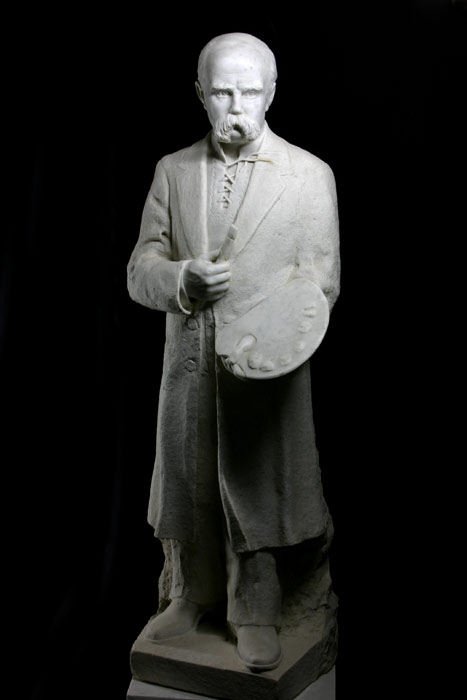
Скульптура Т. Г. Шевченко в Луганском национальном университете

Левая рука прижата к сердцу, что, по мнению авторов монумента, символизирует переживания поэта «за Украину и свою судьбу».
Помимо главного памятника, в рамках празднования 90-летия Луганского национального университета (ЛНУ) в 2011 году президент учебного заведения открыл памятник Тарасу Шевченко, имя которого институт носит с 26 апреля 1939 года. Памятник изготовлен из белого итальянского мрамора и установлен в главном корпусе ЛНУ. Автор скульптуры известный украинский скульптор Николай Шматько.